# Jean-Jacques Rousseau
Jean Jacques Rousseau  (Ženeva, 28. lipnja 1712. – Ermenonville, 2. srpnja 1778.), francuski književnik, pedagog i politički filozof.  

## Životopis
Preživjevši nesretno djetinjstvo, bježi iz roditeljskog doma gospođi de Warens, koja ga obraća na katolicizam i kao pomajka, prijateljica i ljubavnica vrši dugi niz godina na njega moćan utjecaj. Od tada pa sve do smrti Rousseau će imati život pun obrata te rastrgan proturječnostima između snova i stvarnosti i koji je pri kraju zamračen jakom razdražljivošću i neurotičkim priviđenjima. 
Rousseau se kao šegrt, lakaj, nastavnik glazbe, prepisivač nota i kućni učitelj, uvijek djetinjski plah i vođen zakonima srca, mučno probijao kroz svoje doba luksuza, galantnih i šupljih salonskih konverzacija, vlasulja i društvenog parazitima. Godine 1742. upoznaje u Parizu Denisa Diderota i druge enciklopediste, ali se ubrzo s njima razilazi. U svom prvom djelu Rasprava o znanostima i umjetnostima (Discours sur les arts et les sciences) daje 1749. godine negativan odgovor na nagradno pitanje Dijonske akademije o tome jesu li znanost i umjetnost pridonosile poboljšanju morala. Taj je spis otkriće za Pariz i Rousseau preko noći postaje slavan.
No uskoro bježi od pariške buke i konvencionalnih društvenih obveza i u Ženevi se združuje s priprostom Thérèse Levasseur, s kojom dugo živi u prirodnom braku (vjenčali su se tek 1768. godine). U Ermitageu, sjeverno od Pariza, u idiličnom ambijentu male kućice okružene vrtom, piše Rasprava o podrijetlu i temeljima nejednakosti među ljudima (Discours sur l'origine et les fondements de l'inégalité parmi les hommes), skicu o povijesnom razvojnom putu čovječanstva. Društveno i tjelesno blizu sloma odlazi 1761. godine na malo imanje u Montmorencyju i tu dovršava svoja djela: Julija ili Nova Heloiza (Julie ou la nouvelle Héloïse), Društveni ugovor (Du contrat social ou Principes du droit politique i Émile ou Sur l'éducation). Ta su djela izazvala bijes službene Francuske te pariški sud izdaje nalog za njihovo spaljivanje i Rousseauovo uhićenje. Bježeći pred progonima i pateći od unutarnjih moralnih kriza, Rousseau postaje bolesnik koji sumnja u sve pa i u svoje najintimnije prijatelje. Na Humeov poziv odlazi u Englesku i tamo piše šest knjiga. Praćen manijom proganjanja, vraća se u Francusku i dovršava posljednje djelo Sanjarije samotnog šetača (Rêveries du promeneur solitaire), u kojem se očituju i neki znakovi šizofrenije. Samotni bolesnik nedugo zatim umire, premoren fiktivnim i stvarnim progonima. Preminuo je 2. srpnja 1778. u mjestu Ermenonville u blizini Pariza.

## Filozofija
Zanimljiva su njegova filozofska stajališta, pa je tako čovjek, po Rousseauu, od prirode dobar i nije počinio nikakav istočni grijeh već ga je pokvarila civilizacija i kultura. Po njemu sav napredak znanosti, umjetnosti, tehnike i gospodarstva znači gubitak izvorne ljudskosti, zdrave prirodne sreće i harmonije. Nevino samoljublje pretvara se pod utjecajem razuma u egoizam, a pretjerana putenost, slabljenje karaktera i pokvarenost običaja posljedica su razvijanja umjetnosti. Privatno vlasništvo podijelilo je ljude na bogate i siromašne, a vlast na jake i slabe: prvi koji je došao na zamisao da ogradi komad zemljišta i kaže: "Ovo je moje" i koji je uz to našao dovoljno naivne ljude da mu to povjeruju, bio je pravi osnivač građanskog društva. Koliko bi zločina, ratova i ubojstava, koliko nevolja i strahota uštedio ljudskom rodu onaj koji bi tada, iščupavši oznake i zatrpavši jarak, viknuo svojim bližnjima: "Ne slušajte tu varalicu, propali ste ako zaboravite da zemaljski plodovi pripadaju svima, a zemlja nikome! - u toj je početnoj rečenici u djelu Društveni ugovor sadržan i Rousseauov politički kredo: stvaranje suverene i slobodne građanske države u kojoj opća volja (volonté généralé - koja, međutim nije identična s voljom svih - volonté de tous) mora postati izvorom i temeljem svakog prava. Budući da znanost i kultura rađaju mnoga zla i izopačuju karaktere, potrebno je uvesti što prirodniji odgoj. Svojom idejom slobode kao bit čovjeka, spontanitetom uma i preferiranjem paskalovske logique de cœur, on je ne samo neposredno utjecao na Kanta, Schillera i Johanna Wolfganga von Goethea, već i trajno nadahnuo romantičnu literaturu i oduševljavao revolucionarne sanjare 18. pa i 19. stoljeća.

## Najpoznatija djela
- Rasprava o znanostima i umjetnostima (1750);
- Rasprava o podrijetlu i temeljima nejednakosti među ljudima (1755);
- Julija ili Nova Heloiza (orig. Julie ou la Nouvelle Héloïse, 1761.);
- Društveni ugovor (orig. Du contrat social, 1762.);
- Emil ili O odgoju (orig. Émile, 1762.);
- Ispovijesti (postumno).

## Vanjske poveznice
- Bibliografija - Eighteenth Century Bibliography   Arhivirana inačica izvorne stranice od 5. svibnja 2008. (Wayback Machine)
- Jean-Jacques Rousseau - Internet Encyclopedia of Philosophy
- Jean-Jacques Rousseau Encyclopædia Britannica